# 知覚の扉
『知覚の扉』（ちかくのとびら、原題 The doors of perception）は、1954年発行のオルダス・ハクスレーの著書で、幻覚剤によるサイケデリック体験の手記と考察である。日本語訳は、1976年に河出書房新社より今村光一の訳で、1978年に朝日出版社より河村錠一郎の訳でそれぞれ刊行されている。また、後者は平凡社から文庫化もされている。

## 概要
時は1953年、小説家で思想家のオルダス・ハクスレーは、精神科医のハンフリー・オズモンドに幻覚剤のメスカリンを用いた実験を申し出た。400ミリグラムのメスカリンの被験者となったハクスレーが、自らの内面の変容を語る。革命といえるような劇的な変化は訪れなかったが、30分ほど経った頃には金色の光が揺らぎ、光る中心点を持った赤色が膨れながら広がるなど光を見る。その体験により、アンリ・ベルクソンが提起する偏在精神説に共感する。
遍在精神説とは「人間は宇宙からのありとあらゆる刺激を受け止めている（その状態を遍在精神という）が、生存のために役立つ以外の多くのものを削除して、必要なものだけを知覚している」という考え方である。メスカリンによって脳内のグルコースによる不要な情報を削除する機能を抑制できるので、ありのままの宇宙に近いものを体感できるようになるから、遍在精神に近づけるとハクスリーは考えた。
体験後、ハクスレーは品揃えの豊富な薬局に行き、フィンセント・ファン・ゴッホの画集を見る。「ゴッホの椅子」という物自体を描いたというコンセプトの作品を見ても、椅子には絶対や永遠を見いだすことができず、佳作でありながらもしょせんはそれらの象徴しか描けてないと感じる。一方、ボッティチェルリの名作とは呼びがたい絵に描かれた衣服のシワには、幻覚体験中に自分のズボンのシワに見たのと同様の、絶対や永遠を感じる。
また、物に絶対を感じる一方、人間関係に無関心になってしまったという。実験中の会話を録音しているのだが、その中で「物（ズボン）に感じるような永遠以上の永遠を人間にも感じなければならない」と喋っているのだが、実際にはそれは難しいと考える。その後、音楽鑑賞による心境の変化を考察したりする。メスカリン体験と精神分裂病との比較考察もする。
テキサス州からウィスコンシン州あたりに在住のネイティブ・アメリカン・チャーチでは、パンとワインの代わりにペヨーテが食される、という事例も紹介される。
本書の発行から2年後の1956年には、本書と『天国と地獄』がセットになった書籍が刊行されている。ハクスリーの死後、サイケデリック体験に関する40篇近い短編を集めた『モクシャ』（日本語訳未刊）も出版されている。

## 本書の影響
ティモシー・リアリーやテレンス・マッケナなどに影響を与えた。サイケデリック・ロックバンドのドアーズも、バンド名を本書から取ったという（本書のタイトル自体は、ウィリアム・ブレイクの詩から取った）。

## 日本語訳書
- オルダス・ハックスレー 著、今村光一 訳『知覚の扉・天国と地獄』河出書房新社、1976年。 『天国と地獄』も収載。
- A・ハックスレー 著、今村光一 訳『知覚の扉・天国と地獄』河出書房新社〈現代思想選〉、1984年。 同。
- A・ハックスリー 著、河村錠一郎 訳『知覚の扉』朝日出版社〈エピステーメー叢書〉、1978年。
- オルダス・ハクスリー 著、河村錠一郎 訳『知覚の扉』平凡社〈平凡社ライブラリー〉、1995年。ISBN 4-58276-115-1。